# Jolanta Barska
Jolanta Danuta Barska (ur. 11 grudnia 1965 w Nysie) – polska działaczka samorządowa, lekkoatletka, nauczycielka, od 2006 do 2014 burmistrz Nysy.

## Życiorys
Swoje życie prywatne i zawodowe związała z Nysą. W latach 1972–1980 uczęszczała do miejscowej Szkoły Podstawowej nr 1, a następnie do I Liceum Ogólnokształcącego. Po zdaniu egzaminu maturalnego studiowała na Akademii Wychowania Fizycznego w Katowicach. Ponadto ukończyła studia podyplomowe z zakresu marketingu i zarządzania na Akademii Ekonomicznej we Wrocławiu, rachunkowość finansową i zarządczą na warszawskiej SGH oraz europejskie prawo samorządowe w PAN w Warszawie.
W młodości uprawiała wyczynowo lekkoatletykę. W 1984 zdobyła halowe wicemistrzostwo Polski juniorów w biegu na 300 metrów. W 1985 została młodzieżową mistrzynią Polski w biegu na 400 m. W tym samym roku została mistrzynią Polski seniorek w sztafecie 4 × 400 m. Powtórzyła młodzieżowe mistrzostwo Polski w 1986 oraz mistrzostwo kraju w sztafecie 4 × 400 m w 1987 i 1988. Zdobyła również brązowy medal na 400 m podczas halowych mistrzostw Polski w 1987. Jej rekord życiowy na 400 m wynosi 54,51 s (1 sierpnia 1987 w Warszawie). Reprezentowała kluby Chemik Kędzierzyn-Koźle i AZS Wrocław.
Pracowała jako nauczycielka wychowania fizycznego w nyskim Zespole Szkół Ekonomicznych, a następnie w Państwowym Funduszu Rehabilitacji Osób Niepełnosprawnych, gdzie w latach 1998–2002 była dyrektorem jego opolskiego oddziału. W 2002 została powołana na stanowisko wiceburmistrza Nysy przez Mariana Smutkiewicza, które zajmowała do 2005. Jako wiceburmistrz opracowała razem z Ryszardem Knosalą program „Darmo studiujesz, za darmo mieszkasz”, dla studentów nyskiej Państwowej Wyższej Szkoły Zawodowej. Po odejściu z urzędu miasta wyjechała do Francji, korzystając ze stypendium Fundacji Współpracy Polsko-Francuskiej i pracowała w administracji miejskiej w Taverny.
Po powrocie do kraju ubiegała się o urząd burmistrza Nysy z ramienia Forum Samorządowego „Nysa 2002”, pokonując w drugiej turze (26 listopada 2006) Janusza Sanockiego stosunkiem głosów 51,63% do 48,37%. 5 grudnia tego samego roku została zaprzysiężona na urząd burmistrza jako pierwsza kobieta w historii Nysy. W trakcie jej kadencji dokonano rewitalizacji fortów nyskiej twierdzy oraz zorganizowano promujące miasto uroczystości beatyfikacyjne Marii Luizy Merkert.
W wyborach w 2010 uzyskała reelekcję w drugiej turze. W 2014 nie została wybrana na kolejną kadencję. W 2018 z powodzeniem kandydowała do rady powiatu nyskiego z listy PSL. Mandat utrzymała również w 2024 z ramienia Trzeciej Drogi; została następnie wybrana na urząd wicestarosty powiatu nyskiego. 